# Офелияс Дрийм
Офелияс Дрийм е германска неокласическа готик група. Проектът е замислен през 1995 от Диетмар Грьолих (авиоинженер по професия), който започва да записва собствени класически мотиви само с пианото и компютъра си. През 1997 към него се присъединява оперната певица Юлия Тиедйе, с която записват първият им албум - „All Beauty Is Sad“. Създателят на групата Диетмар Грьолих определя нейното изпълнение на „Mystère“ като най-добрия по отношение на вокалите запис на Офелияс Дрийм.
През 1998 Юлия Тиедйе напуска, и Грьолих усилено търси нова вокалистка за предстоящото му участие на фестивала Wave Gotik Treffen. Така той открива Сузане Щиерле. С нея през 2000 записват интерпретация върху Стабат матер на Джовани Батиста Перголези, като наблягат на най-емоционалните моменти от творбата.
Непосредствено след излизането на албума Щиерле е сменена от Юдит Хауг, чиято дейност, въпреки многото си творчески обещания, се изчерпва със заснемането на обложката на Стабат матер. В крайна сметка, Сузане Щиерле пак се връща към Офелияс Дрийм, като и до днес тя е вокалистка да дуото. С нея през 2004 издават албума „Not A Second Time“.

## Състав

### Настоящи членове
- Диетмар Грьолих – композиции и аранжименти
- Сузане Щиерле – вокали

### Предишни членове
- Юлия Тиедйе - мецо-сопрано
- Юдит Хауг – вокали (няма издадени песни с нейно участие)

### Участници
- Алмут Ритер - цигулка в „Not A Second Time“
- Рейчъл Търнър Хаук - виолончело в „Not A Second Time“
- Инго Шауб - баритон в „Not A Second Time“

## Дискография
- All Beauty is Sad (1997)
- Stabat mater (2000)
- All Beauty is Sad (2002), специално издание
- Not A Second Time (2004)